# Fernando Maciel Gonçalves
Fernando Maciel Gonçalves, meglio conosciuto come Fernandão (San Paolo, 16 agosto 1980), è un allenatore di calcio a 5 ed ex giocatore di calcio a 5 brasiliano naturalizzato spagnolo, campione europeo con la Nazionale spagnola nel 2010.

## Carriera
Impiegato come pivot, con la Spagna ha vinto gli europei nel 2010. Nel campionato europeo 2014 viene inserito nella formazione ideale del torneo stilata dal Gruppo Tecnico della UEFA.

## Palmarès

### Club

#### Competizioni nazionali
- Campionato spagnolo: 3
Barcellona: 2010-11, 2011-12, 2012-13
- Coppa di Spagna: 3
Barcellona: 2010-11, 2011-12, 2012-13
- Coppa del Re: 4
Barcellona: 2010-11, 2011-12, 2012-13, 2013-14
- Supercoppa di Spagna: 1
Barcellona: 2013
- Campionato russo: 1
Dinamo Mosca: 2015-16
- Coppa di Russia: 1
Dinamo Mosca: 2014-15

#### Competizioni internazionali
- Coppa UEFA: 2
Barcellona: 2011-12, 2013-14

### Nazionale
- Campionato d'Europa: 1
Spagna: Ungheria 2010